# Psalmus Hungaricus (szobor)
A Psalmus Hungaricus szobor Szemők Zsuzsa szobrászművész alkotása, melyet 2007. december 16-án, Kodály Zoltán születésének 125. évfordulójára állítottak fel szülővárosában Kecskeméten, a Kossuth téren, a református és a római katolikus templom között. A szobor nem csak a városban született zeneszerzőnek, de a szöveg alkotójának, a szintén idevalósi Kecskeméti Vég Mihálynak is emléket állít. Az avatáson részt vett Zombor Gábor polgármester mellett Szokolay Sándor Kossuth-díjas zeneszerző, és Kass János Kossuth-díjas grafikusművész és Mádl Dalma, a korábbi köztársasági elnök felesége is.

## Leírása
A szobor alakja egy szárnyasoltárra emlékeztet. Az előoldalon a Kodály Zoltán bronz arcképe alatt a születési és halálozási ideje és helye olvasható. Alatta a „Psalmus Hungaricus az LV. zsoltár Kecskeméti Vég Mihály szerinti szövegére” felirat látható. Alatta a kotta egy részlete egy bronz szalagon. Legalul pedig a mű teljes szövege. A hátoldalon a zsoltárhoz kapcsolódó jelenetek láthatóak. 